# Hilary Lapsley
Pour les articles homonymes, voir Lapsley.
Hilary Mary Lapsley, ou Hilary Mary Haines, née en 1949 à Auckland, est une auteure, psychologue et chercheuse en sciences sociales néo-zélandaise spécialisée dans les études de genre. Elle reçoit la médaille du centenaire du suffrage néo-zélandais (en) en 1993 et le prix Judy Grahn pour la non-fiction lesbienne en 2000.

## Biographie

### Jeunesse et éducation
Hilary Mary Lapsley nait à Auckland en 1949. Son père, Robin est ministre de l'église presbytérienne de Nouvelle-Zélande et sa mère, Sylvia, enseignante. Elle fréquente l'université d'Auckland, où elle obtient un master of Arts avec mention en 1979, puis un doctorat, en 1980, avec comme sujet de thèse The origins of modern social psychology.

### Carrière
Hilary Lapsley travaille comme chercheuse pour la Fondation de la santé mentale de la Nouvelle Zélande puis, en devient la directrice adjointe. En 1988, elle est nommée maître de conférences en psychologie à l'université de Waikato. En 2001, elle devient analyste principale à la commission de la santé mentale de la Nouvelle-Zélande. Elle devient par la suite chercheuse principale à l'université d'Auckland et contribue au challenge scientifique national (en) Ageing Well (en),.
Elle est également coordinatrice nationale pour la Women's Studies Association et siège à son comité depuis octobre 2024,. Hilary Lapsley écrit un livre sur la relation professionnelle et personnelle entre les anthropologues Margaret Mead et Ruth Benedict, publié aux éditions University of Massachusetts Press en 2001,,.

### Vie personnelle
Hilary Lapsley vivait sur l'île Waiheke avant d'investir dans le projet de cohabitation CoHaus à Grey Lynn avec sa compagne Lois Cox (en). Elles partagent leur temps entre Auckland et la maison de Lois Cox à Wellington. Elles ont écrit ensemble trois romans policiers lesbiens, sous le pseudonyme de Jennifer Palgrave,.

## Honneurs et récompenses
En 1992, Hilary Lapsley reçoit une bourse Fulbright, et en 1993, elle est récipiendaire de la médaille du centenaire du suffrage néo-zélandais (en). La médaille est décernée pour récompenser les personnes qui ont apporté une contribution significative aux droits des femmes ou aux questions des femmes en Nouvelle-Zélande. Elle reçoit le prix Publishing Triangle Judy Grahn pour la non-fiction lesbienne en 2000 avec son livre sur Margaret Mead et Ruth Benedict.

## Œuvres choisies

### Livres
- (en) Hilary Lapsley (ill. Jill Carter-Hansen), Mental Health for Women, Auckland, New Zealand, Reed Methuen, 1987, 189 p. (ISBN 0474002004).
- (en) Hilary Lapsley, Margaret Mead and Ruth Benedict: The Kinship of Women, University of Massachusetts Press, 15 juin 2001 (ISBN 978-1558492950).
- (en) Jennifer Palgrave, The One That Got Away, Town Belt Press, 26 avril 2020 (ASIN B087Q6Z6MM).
- (en) Jennifer Palgrave, Rising Tide, Town Belt Press, 1er mars 2021 (ISBN 9780473560508).
- (en) Jennifer Palgrave, Where the River Goes, Town Belt Press, 22 juillet 2024 (ISBN 9780473709945).

### Autres
- (en) Hilary Haines et Graham M. Vaughan, « Was 1898 a “great date” in the history of experimental social psychology? », Journal of the History of the Behavioral Sciences, vol. 15, no 4,‎ octobre 1979, p. 323-332 (DOI 10.1002/1520-6696(197910)15:4<323::AID-JHBS2300150405>3.0.CO;2-I).
- (en) Hilary Lapsley, Linda Waimarie Nikora et Rosanne Marjory Black, "Kia Mauri Tau!" Narratives of recovery from disabling mental health problems (Report of the University of Waikato Mental Health Narratives Project), Wellington, Mental Health Commission, 2002 (lire en ligne).
- (en) Hilary Lapsley, Ngaire Kerse, Simon A. Moyes, Sally Keeling, Marama Leigh Muru-Lanning, Janine Wiles et Santosh Jatrana, « Do household living arrangements explain gender and ethnicity differences in receipt of support services? Findings from LiLACS NZ Māori and non-Māori advanced age cohorts », Ageing and Society, vol. 40, no 5,‎ 19 novembre 2018, p. 1004–1020 (DOI 10.1017/S0144686X18001514).
- (en) Tia Dawes, Marama Muru-Lanning, Hilary Lapsley, Ngapare Hopa, Ngahuia Dixon, Cilla Moore, Charmaine Tukiri, Nicholas Jones, Charlotte Muru-Lanning et Moana Oh, « Hongi, Harirū and Hau: Kaumātua in the time of COVID-19 », Journal of the Royal Society of New Zealand, vol. 51, no sup1,‎ 2020, S23–S36 (DOI 10.1080/03036758.2020.1853182).
- (en) Tia Dawes, Marama Muru-Lanning et Hilary Lapsley, « Ko ngā kaumātua ngā poupou o tō rātou ao: kaumātua and kuia, the pillars of our understanding », AlterNative An International Journal of Indigenous Peoples, vol. 17, no 2,‎ juin 2021, p. 246-253 (DOI 10.1177/11771801211019396).
- (en) Tia Dawes, Marama Muru-Lanning et Hilary Lapsley, « Hauora Kaumātua: a review essay on kaumātua wellbeing », Kōtuitui: New Zealand Journal of Social Sciences Online, vol. 17,‎ 2022, p. 1-16 (DOI 10.1080/1177083X.2022.2067482).
- (en) Marama Muru-Lanning et Hilary Lapsley, « Dreaming of a Māori hospital: Mehemea, ka moemoea ahau, ko ahau anake. Mehemea, ka moemoea tātou, ka taea e tātou », The New Zealand medical journal, vol. 137, no 1602,‎ septembre 2024, p. 125-132 (DOI 10.26635/6965.6636).